# Carte di Cinema
Carte di cinema - Viaggi al termine della visione è una rivista di cinema quadrimestrale, inizialmente cartacea e da maggio 2014 in versione online. È la rivista della Fedic.
Fondata nel 1999, dal numero 24 (2000) fino al numero 3 (2014) è stata diretta da Giancarlo Zappoli. Dal numero 4 (2015) fino al 31 (2024) Carte di cinema è stata poi curata da Paolo Micalizzi, fino alla sua morte. 
Sin dall'inizio la rivista ha portato avanti un approccio analitico approfondito, tramite saggi, report o interviste. Paolo Micalizzi: "la Rivista vuole privilegiare il cinema, ed i cineasti, indipendente, sia nazionale che internazionale". 
Tra i critici e storici di cinema che vi hanno collaborato o vi collaborano ci sono Roberto Lasagna, Vittorio Giacci, Orio Caldiron, Paolo Vecchi, Sergio Naitza, Tullio Masoni, Vittorio Boarini, Elio Girlanda.